# Joseph Kony
Joseph Kony (* 1961) je vůdce ugandské partyzánské skupiny Boží armáda odporu (LRA), která se násilně snaží nastolit teokratický režim založený na Desateru. LRA je známá pro činy páchané proti civilistům, např. vraždy, mrzačení, znásilnění a snad i kanibalismus.
LRA vešla pod vedení Konyho ve známost pro zločiny proti obyvatelům několika zemí, mezi nimi severní Uganda, Demokratická republika Kongo, Jižní Súdán, Súdán a v posledních letech především Středoafrická republika. Podle odhadů bylo 66 000 dětí touto skupinou uneseno a donuceno k boji. Počet mrtvých se odhaduje na 100 až 140 tisíc, odhad však nelze ověřit. Od počátku nepokojů v roce 1986 bylo přes 2 miliony lidí donuceno opustit svoje domovy. V roce 2005 byl Kony Mezinárodním trestním soudem v Haagu obžalován z válečných zločinů, ale zatím nebyl dopaden. Naposledy byl viděn ve Středoafrické republice, předpokládá se, že Armáda božího odporu již na území Ugandy neoperuje. Někteří varují, že se možná pokouší v bezpečí nefungující Středoafrické republiky nachytat a vytrénovat nové vojáky a připravit novou invazi do Ugandy.
Do povědomí široké veřejnosti napříč světem se Joseph Kony dostal po spuštění kampaně na jeho dopadení na jaře 2012, která nese název Kony 2012. Jejím epicentrem je krátký emočně laděný dokument. Autorem je humanitární organizace Invisible children. Kampaň se velice rychle rozšířila po sociální síti Facebook a o jejím průběhu začala informovat i seriózní média. Někteří kampaň Kony 2012 kritizují jako pokus o ospravedlnění invaze do Ugandy, jiní tyto teorie rozporují. Jako argument bylo předkládáno především nevyjasněné financování Invisible children.

## Život

### Dětství
Joseph Kony se narodil do rodiny farmáře roku 1961 ve vesnici Odek na severu Ugandy. Se sourozenci měl vztahy dobré, ale při hádkách se uchyloval k fyzickému násilí. Jeho otec byl katechetou katolické církve a matka byla anglikánka. Kony byl po několik let ministrantem, po 15. roce však přestal do kostela docházet. Jako teenager byl v učení šamanismu pod vedením svého staršího bratra, Jamie Browa, a po jeho smrti převzal jeho místo. Střední školu nevystudoval.
Kony poprvé vešel ve známost v lednu 1986 jako vůdce jednoho z mnoha premilenialistických hnutí, které vznikla v oblasti Ačoli při rozšíření Hnutí Ducha svatého pod vedením Alice Auma (známá také jako Lakwena). Uvažuje se, že Kony je její příbuzný.
Ztráta jejich vlivu po svržení prezidenta Ačoli Tita Okella Yoweri Musevenim jeho Armádou národního odporu (ANO) během Ugandské občanské války (1981–1986) vyvolala nevoli mezi obyvateli Ačoli, což vyneslo Josephu Konymu popularitu. [zdroj?]